# Аумышево
Аумышево (баш. Әүмеш) — деревня в Абзелиловском районе Республики Башкортостан России, относится к Таштимеровскому сельсовету.

## Население
| 1968 | 2002 | 2009 | 2010 |
| ---- | ---- | ---- | ---- |
| 313  | ↘113 | ↗121 | ↘107 |

Согласно переписи 2002 года, преобладающая национальность — башкиры (100 %).

## Географическое положение
Расстояние до:
- районного центра (Аскарово): 29 км,
- центра сельсовета (Михайловка): 6 км,
- ближайшей железнодорожной станции (Магнитогорск-Пассажирский): 32 км.